# Tabanus palauensis
Tabanus palauensis är en tvåvingeart som beskrevs av Takahashi 1944. Tabanus palauensis ingår i släktet Tabanus och familjen bromsar. Inga underarter finns listade i Catalogue of Life.